# 若林タカツグ
若林 タカツグ（わかばやし たかつぐ、1984年8月7日 - ）は、日本の作曲家、編曲家。千葉県出身。フリーランス。アニメ、ゲーム、ドラマ、映画、サウンドトラックを手がける。

## 概要
2歳からピアノに興味を持ち、自宅のピアノを弾き始める。幼少期はゲームやアニメ音楽を好み、ピアノ発表会などで披露している。中学校で、既存の曲を楽譜にする授業がきっかけで、PCを使用して音楽が作れることを知る。高校に入り、携帯電話で着メロを作曲し始める。電気屋の試奏コーナーで電子ピアノに出会い、毎日通つめるほど電子ピアノに夢中になる。電子ピアノ内蔵の多重録音に魅入られ、駆使した作曲に熱中する。その後、PCを買いDTMを始める。
ドラゴンクエストの音楽制作を希望して、株式会社チュンソフト（現：株式会社スパイク・チュンソフト）に入社。在籍中はサウンドスタッフとして楽曲の組み込み・効果音制作を1年半ほど担当する。その後フリーで活動を開始し、歌謡曲のレコーディング現場を経験し、譜面の書き方や編曲を学ぶ。また、中村暢之に師事し、これまで独学であった音楽理論・和声学・管弦楽法などを学んだ。
現在は、ゲーム、アニメ、ドラマ、映画を中心に活動している。また最近は中国映画など活躍の場を広げている。2019年夏からYouTubeなどでの活動範囲を広げている。

## 音楽作品

### ドラマ
2022年
- 合コンに行ったら女がいなかった話
- 寂しい丘で狩りをする

2021年
- ドラマ特区「西荻窪三ツ星洋酒堂」

2019年
- ヤングシナリオ大賞 パニックコマーシャル
- ヤングシナリオ大賞 ココア

2018年
- 田中圭24時間テレビ 〜24時間生放送しながらドラマは完成できるのか?!〜（AbemaTV）

2017年
- 日本テレビ シンドラ　吾輩の部屋である
- ヤングシナリオ大賞 リフレイン
- 世にも奇妙な物語 '17 深夜の特別編
- 世にも奇妙な物語 '17 春の特別編

### 映画
2022年
- それぞれの花
- ウラギリ

2020年
- 中国映画 异兽觉醒

2019年
- 東映まんがまつり 爆釣バーハンター

2013年
- 遺体 明日への十日間 ※村松崇継氏のアシスタントとして

2012年
- 大奥〜永遠〜［右衛門佐・綱吉篇］ ※村松崇継氏のアシスタントとして

### アニメ
2023年
- グッド・ナイト・ワールド
- スキップとローファー
- 六道の悪女たち
- おとなりに銀河

2022年
- 惑星のさみだれ

2020年
- レベッカ

2019年
- WEB 爆釣ハンターズ

2018年
- 爆釣バーハンター
  - 水木一郎・堀江美都子『和倉のあいの物語』

- りゅうおうのおしごと！（作編曲：キャラソン）
  - オリジナル・サウンドトラック『TVアニメ　爆釣バーハンター』

2017年
- ぼのぼの（2017年 - ）
- プリプリちぃちゃん!!
- ドラゴンボール超（編曲・ピアノ：挿入歌）
  - 串田アキラ『究極の聖戦』

- 笑ゥせぇるすまんNEW（作編曲：挿入歌）
  - 堀江美都子『ひとりごと』

- この素晴らしい世界に祝福を!2（作編曲：キャラソン）
  - 雨宮天『わたし音頭』

2016年
- アンジュ・ヴィエルジュ
- カミワザ・ワンダ ※深沢秀行氏と共作
- カミワザ・ワンダ（作編曲：エンディングテーマ）
  - 山口勝平『サンバdeワンダ』

2015年
- ふなっしーのふなふなふな日和
- VENUS PROJECT（作曲：エンディングテーマ）
  - 飯田里穂『ユメノツバサ』

- VENUS PROJECT（作曲：挿入歌）
  - 秦佐和子『青い風』

- 放課後のプレアデス（編曲：挿入歌）
  - 高森奈津美・大橋歩夕『星めぐりの歌』

- ToLoveるダークネス 2nd（作編曲：キャラソン）
  - 井口裕香・福圓美里『ヘーキじゃないかも』

- ONE PIECE 〜ニッポン縦断! 47クルーズCD in 三重〜（作編曲：キャラソン）
  - 堀秀行『くまの鼓動』

2014年
- ジョジョの奇妙な冒険 第3部 SC（作曲：オープニングテーマ）
  - 橋本仁『STAND PROUD』

- 星刻の竜騎士
- マジンボーン ※前田克樹氏と共作
- アニメで分かる心療内科
- ぷちます！（作曲：キャラソン）
  - 下田麻美：双海亜美・真美『どっきり☆ハピバ』

### ゲーム
2019年
- グリモアA〜私立グリモワール魔法学園〜 Applibot（iOS・Android）（編曲・ピアノ：キャラソン）
  - 村川梨衣・仙台エリ・釘宮理恵『来来！三星飯店』

- グリモアA〜私立グリモワール魔法学園〜 Applibot（iOS・Android）（編曲・ピアノ：キャラソン）
  - 後藤沙緒里『Darling…』

- ストリートファイターV] CAPCOM（PS4・AC）（作編曲）
  - 『Honda Sento』

- 八月のシンデレラナイン Akatsuki（iOS・Android）
- グリモアA〜私立グリモワール魔法学園〜 Applibot（iOS・Android）（編曲・ピアノ：キャラソン）
  - 茅野愛衣・井澤詩織『ハッピーエンド』

2018年
- グリモアA〜私立グリモワール魔法学園〜 Applibot（iOS・Android）（編曲：キャラソン）
  - 沼倉愛美・今井麻美・長妻樹里『赤誠の薔薇を讃えて』

- アズールレーン Yostar（iOS・Android）（編曲：キャラソン）
  - 加隈亜衣『My night』

- 新テニスの王子様 RisingBeat Akatsuki（iOS・Android）

2017年
- THE IDOLM@STER CINDERELLA GIRLS BANDAI NAMCO（PS4）（編曲・ピアノ：キャラソン）
  - 相葉夕美・多田李衣菜・中野有香『秋風に手を振って』

- グリモアA〜私立グリモワール魔法学園〜 Applibot（iOS・Android）（作編曲：キャラソン）
  - 下屋則子『愛し君』

- かくりよの門
- うつしよの帳
- ストリートファイターV CAPCOM（PS4・AC）※Kanzuki Estate

2016年
- モンスターハンター フロンティアZ CAPCOM（2016年 - ）
- ネットハイ Marvelous（PS Vita）
- 龍が如く0 誓いの場所 SEGA（PS3・PS4）※ムービーシーン

2015年
- 龍が如く 維新！ SEGA（PS3・PS4）※ムービーシーン
- モンスターハンター フロンティアG CAPCOM ※G8-G10
- 艦隊これくしょん KADOKAWA（編曲・ピアノ：キャラソン）
  - 井口裕香『加賀岬』

2012年
- 龍が如く5 夢、叶えし者 SEGA（PS3）※ムービーシーン
- 魔法少女まどか☆マギカ オンライン
- バイナリー ドメイン SEGA（PS3・Xbox 360・Windows）※ムービーシーン
- グレイトバトル フルブラスト BANDAI NAMCO（PSP）※一部参加
- ゴンバクバクバクバクアドベンチャー BANDAI NAMCO（Nintendo DS）※一部参加

2011年
- クレヨンしんちゃん 宇宙DEアチョー!? 友情のおバカラテ!! BANDAI NAMCO（Nintendo 3DS）
- ONE PIECE ギガントバトル!2 新世界 BANDAI NAMCO（Nintendo DS）
- 戦国BASARA3 宴 CAPCOM（PS3、Wii）
- トリコ グルメサバイバル! BANDAI NAMCO（PSP）

2010年
- ときめきメモリアル Girl's Side 3 KONAMI（Nintendo DS）※一部参加

2008年
- ガンダム クロニクルバトライン BANDAI NAMCO（オンライン）

2006年
- 株式売買トレーナー カブトレ! KONAMI（Nintendo DS）※一部参加

### アーティスト
- 榊原ゆい『Lofty Rose』（2015年）編曲
  - 10thアルバム「Lofty Rose」 LOVE×TRAX
- 内田彩『オレンジ』（2014年）作曲
  - 1stアルバム「アップルミント」 日本コロムビア
- 八代亜紀『残酷な天使のテーゼ』（2014年）編曲
  - エンカのチカラ プレミアム《赤盤》 日本コロムビア

### テレビ
2015年
- 番組「おはスタ」

2012年
- NHK：スポットPV：ネットにつなごう 〜ETV アニメ篇〜フィギュアスケート篇〜
- NHK：スポットPV：BS クラッチ 〜BSで会いましょう篇〜
- NHK：スポットPV：BS 放送普及
- NHK：スポットPV：デジタル放送

2011年
- CM：Panasonic D-Dock HC55 〜機能説明篇〜

### 舞台
- 帝国劇場 JOHNNYS' World -ジャニーズ・ワールド-（2012年-2013年）

### コンサート
2012年
- 坂東玉三郎コンサート 〜世界の旅〜
- 冬美とあや子の麗しのショータイム

2011年
- 今井ゆうぞう はいだしょうこ ファンタジーコンサート
- 今度はブラスだ！田中公平 真の30周年記念コンサート

### YouTube
- 三ツ池動物病院チャンネルテーマ曲（2023年）
- 武器屋のおねえさん 解説中のBGM（2023年）
- ブラックナイト山田　エンディングテーマ曲 (2023年)
- ドズル社 深夜のドズぼんラジオBGM（2024年）
- アナケナ・ファミリー 動画内BGM (2024年)
- パトパトチャンネル　エンディングBGM(2024年)
- 青海(おうみ) 旅行メインテーマ 料理メインテーマ(2023年)
- 資産価値ZERO -限界ニュータウン探訪記-BGM（2023年）